# Grundzustand
Der Grundzustand eines quantenmechanischen oder quantenfeldtheoretischen Systems ist dessen Zustand mit der geringstmöglichen Energie (siehe auch Energieniveau).

Wenn das einzige Elektron des Wasserstoffatoms keine Energie mehr abgeben kann, befindet es sich im Grundzustand (unterste Linie)

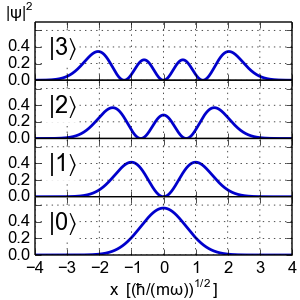
Wahrscheinlichkeitsverteilung des Grundzustandes eines harmonischen Oszillators: Ein Teilchen ist darin gaußförmig über den Raum verteilt.

## Quantenmechanik
Der Grundzustand eines Systems ist stets stabil, da es keinen Zustand niedrigerer Energie gibt, in den es übergehen (zerfallen) könnte. Ein System in einem Zustand höherer Energie (einem angeregten Zustand) kann im Einklang mit dem Energieerhaltungssatz unter Energieabgabe in seinen Grundzustand oder einen weniger hoch angeregten Zustand übergehen, wenn dies nicht durch bestimmte Gesetzmäßigkeiten, etwa andere Erhaltungssätze (Auswahlregeln), verhindert wird.
Allerdings unterliegt der Begriff System einiger Willkür. Man kann z. B. die Teilchen, in die ein radioaktiver Atomkern zerfällt (beispielsweise Stickstoff-14-Kern + Elektron + Antineutrino), als lediglich einen weiteren Zustand des ursprünglichen Systems (hier Kohlenstoff-14-Kern) betrachten; in diesem Sinne ist bei einem Radionuklid auch der Grundzustand nicht stabil. 
Der Grundzustand eines quantenmechanischen Systems muss nicht eindeutig sein. Falls es mehrere Zustände mit derselben niedrigsten Energie gibt, wird dies als entarteter Grundzustand bezeichnet.
Da die Temperatur eine monoton steigende Funktion der Energie der Einzelteilchen ist, befinden sich Systeme in einer "kalten" Umgebung normalerweise in ihrem Grundzustand. Für manche Systeme, z. B. dem internen Zustand von Atomen, ist schon die Raumtemperatur eine kalte Umgebung. Für andere Systeme, z. B. dem Bewegungszustand von Atomen, ist die Raumtemperatur dagegen eine sehr heiße Umgebung.
Ein System im Grundzustand kann immer noch überraschend viel Energie enthalten. Dies kann man am Beispiel der Fermi-Verteilung der Leitungselektronen in einem Metall sehen: die Fermi-Temperatur {\displaystyle T_{f}\!\,} der energiereichsten Elektronen in der Nähe der Fermi-Kante liegt bei einigen 10.000 K – auch dann, wenn das Metall weit unter Raumtemperatur abgekühlt ist. Diese Energie lässt sich dem Metall aber nicht entnehmen und nutzen, weil das Elektronengas keinen noch energieärmeren Zustand einnehmen kann.

## Quantenfeldtheorie
In der Quantenfeldtheorie wird der Grundzustand häufig als Vakuumzustand, Vakuum oder Quantenvakuum bezeichnet. Der Grundzustand auf der flachen Minkowski-Raumzeit ist durch seine Invarianz unter Poincaré-Transformationen, insbesondere unter der Zeittranslation, definiert. Da für gekrümmte Raumzeiten die Poincarégruppe keine Symmetriegruppe ist, haben Quantenfelder in gekrümmten Raumzeiten im Allgemeinen keinen eindeutigen Grundzustand. Genauer ausgedrückt gibt es nur dann einen eindeutigen Grundzustand, wenn es eine einparametrige Isometriegruppe von Zeittranslationen der Raumzeit gibt.